# 井上乃帆
井上 奈保（いのうえ なほ、1987年12月7日 - ）は、日本のファッションモデル。ファッション雑誌『Cawaii!』や『SCawaii!』のモデルとして活動。
2012年以降、本名の井上奈保から井上乃帆に芸名を変更したが、2016年本名の井上奈保に戻した。

## 来歴
神奈川県に出生。『Cawaii!』、『SCawaii!』のモデルとして活動。2007年6月号の『Cawaii!』ではじめて表紙に抜擢。その後、他にも複数の表紙を飾る人気モデルとなった。
タイでイベントを行ったり、児童養護施設を訪問するなどした。
ファッションビル109のファッションブランド「TRALALA」のイメージモデルを小森純と務める。
ヘアカラー「Palty(パルティ)」のパッケージイメージモデルに選ばれる。
2009年6月号でファッション雑誌『Cawaii!』休刊となる最後の号の表紙を福長優と2人で飾り、2009年夏には『SCawaii!』専属モデルとなる。
2011年度ボウラープロジェクト応援リーダー任命。
2012年にはMIHIRO 〜マイロ〜の『愛の言葉 ～True Story～』のミュージックビデオに出演。
2015年にはデジタル写真集をリリース。

## 私生活
Dream、E-girlsのAya、出岡美咲等と仲が良い。

## 出演

### 雑誌
- Cawaii!（主婦の友社）
- S Cawaii!（主婦の友社）

### TV
- 超音2〜スーパーミュージック〜（2008年、千葉テレビ放送系）- レギュラー出演
- おしゃコレ！サンデーブレイク（2011年12月、TOKYO MX系） - レギュラー出演
- 「大盛りでいただきます」（2013年1月、NOTTV系） - レギュラー出演

### PV
- MIHIRO 〜マイロ〜『愛の言葉 ～True Story～』（2012年2月22日リリース）

### CD
- トランスミックス「ちびまる子ちゃん TRANCE LAND」（2006年3月24日リリース）

### ゲーム
- pop’n music 15 ADVENTURE「フリフリハワイワン！」コラボレーション[5](2007年リリース)

### 広告
- Palty
  - 「ヘアカラー」 - イメージモデル
  - 「ソリッドフレグランス 練り香水」 - イメージモデル
- ファッションブランド「TRALALA」 - イメージモデル
- ファッションブランド「サルース(salus)」 - イメージモデル
- ファッションブランド「Lugzygirl」 - イメージモデル
- Thailandファッションブランド「Marij」 - イメージモデル
- ウィッグ「Sugar Hair」 - イメージモデル
- 下着ブランド「三恵」 - イメージモデル
- アクセサリーブランド「VIEGER(ヴィジェル)」 - イメージモデル
- 看護師人材会社「看護師応援団」 - イメージキャラクター

### ショー
- Cawaii!春祭り ファッションショー@SHIBUYA109、エントランス
- SHIBUYA GIRLS COLLECTION '09S/S
- 3VIBES ファッションショー@水戸CLUB VOICE - ゲスト
- LIZLISAオープニングイベント ファッションショー@マカオ
- Cawaii!史上最大の春祭り ファッションショー@SHIBUYA-AX @なんばHatch
- Cawaii!×Thailand ファッションショー×トークショー@Thailand
- La Leia supported by dea＋Noz Fashion & Hair Arrange Show

### その他
- ジュンヌナイトインビテーション オープニングセレモニー - Specialゲスト出演
- ファッションブランド　Dolly Doll「DRESS UP NIGHT」 - MC
- 渋谷ガールズフェスタ - MC
- 関東合同卒業Party」 - ゲスト
- アイドルDVD　苺ハプニング学園現役女子高生放課後倶楽部